# 15 días contigo
15 días contigo és una pel·lícula espanyola del 2005, l'òpera prima del director espanyol Jesús Ponce, protagonitzada per Isabel Ampudia i Sebastián Haro. Va suposar un nou enfocament en el cinema social espanyol i va ser un dels més lloats l'any de la seva estrena.

## Sinopsi
Una dona que acaba de sortir de la presó intenta refer la seva vida per tal de no tornar-hi, i per això no vol relacionar-se amb tot allò que tingui a veure amb la seva viva anterior. La reaparició del seu vell amic Rufo la farà dubtar: ell li dona afecte i l'ensenya a sobreviure, però al mateix temps, probablement no és la companyia que més li convé en aquests moments, però tots dos es donen suport mútuament.

## Repartiment
- Isabel Ampudia...	Isabel
- Sebastián Haro...	Rufo
- Joan Dalmau...	Recepcionista hostal
- Mercedes Hoyos 	...	Manuela
- José María Peña 	...	Cambrer
- Manuel José Chaves...	Lolo
- Lola Marmolejo ...	Lola
- Pepa Díaz Meco 	...	Monja
- Manolo Solo...	Indigent
- Paco Tous...	Funcionari 2
- Iride Fontana 	...	Dependenta
- Joaquín Pellón ...	Empleat banc
- Jesús Olmedo 	...	Conductor 1

## Premis i nominacions
| Any  | Premi                   | Premiat        | Esdeveniment | Resultat   |
| ---- | ----------------------- | -------------- | ------------ | ---------- |
| 2006 | Millor Actriu Revelació | Isabel Ampudia | Premis Turia | Guanyadora |
| 2005 | Millor Actriu Revelació | Isabel Ampudia | Premis Goya  | Nominada   |